# Rascar Capac
Vous lisez un « bon article » labellisé en 2024.
Pour les articles homonymes, voir Capac.
Rascar Capac est un personnage de fiction des Aventures de Tintin, créé par Hergé. La momie de cet empereur inca est au centre de l'intrigue des Sept Boules de cristal, la treizième aventure de la série, dont la prépublication commence dans Le Soir le 16 décembre 1943, avant de paraître en album en 1948 aux éditions Casterman.
Le nom de Rascar Capac est cité dès la première planche de la bande dessinée, dans un article de journal qui rapporte le succès de l'expédition Sanders-Hardmuth, de retour en Europe après un voyage au Pérou. La momie est conservée dans la maison du professeur Hippolyte Bergamotte, un des membres de l'expédition. Après qu'un phénomène de foudre en boule la volatilise sous les yeux des héros Tintin, Haddock et Tournesol, la momie reprend vie et vient hanter leur sommeil le soir même. Conformément aux inscriptions découvertes par les explorateurs dans le tombeau de « Celui-qui-déchaîne-la-foudre », la malédiction de Rascar Capac s'abat sur l'ensemble des membres de l'expédition Sanders-Hardmuth et les plonge dans un état de profonde léthargie.
Inspirée par une véritable momie, la momie de Rascar Capac et plus encore son intrusion nocturne dans la chambre de Tintin, contribuent à faire des Sept Boules de cristal l'un des albums les plus effrayants de la série. Elle installe une tension narrative et une dramatisation qui renforcent l'atmosphère de peur tout au long de ce récit fantastique.
Comme le souligne le sémiologue Pierre Fresnault-Deruelle, bien que la présence du personnage de Rascar Capac soit assez furtive dans l'album, il imprègne l'ensemble du récit et contribue à installer durablement cette aventure dans la mémoire collective. La momie créée par Hergé inspire notamment le dessinateur Jacques Tardi, tandis qu'un documentaire lui est consacré en 2019.

## Le personnage dans l'œuvre d'Hergé

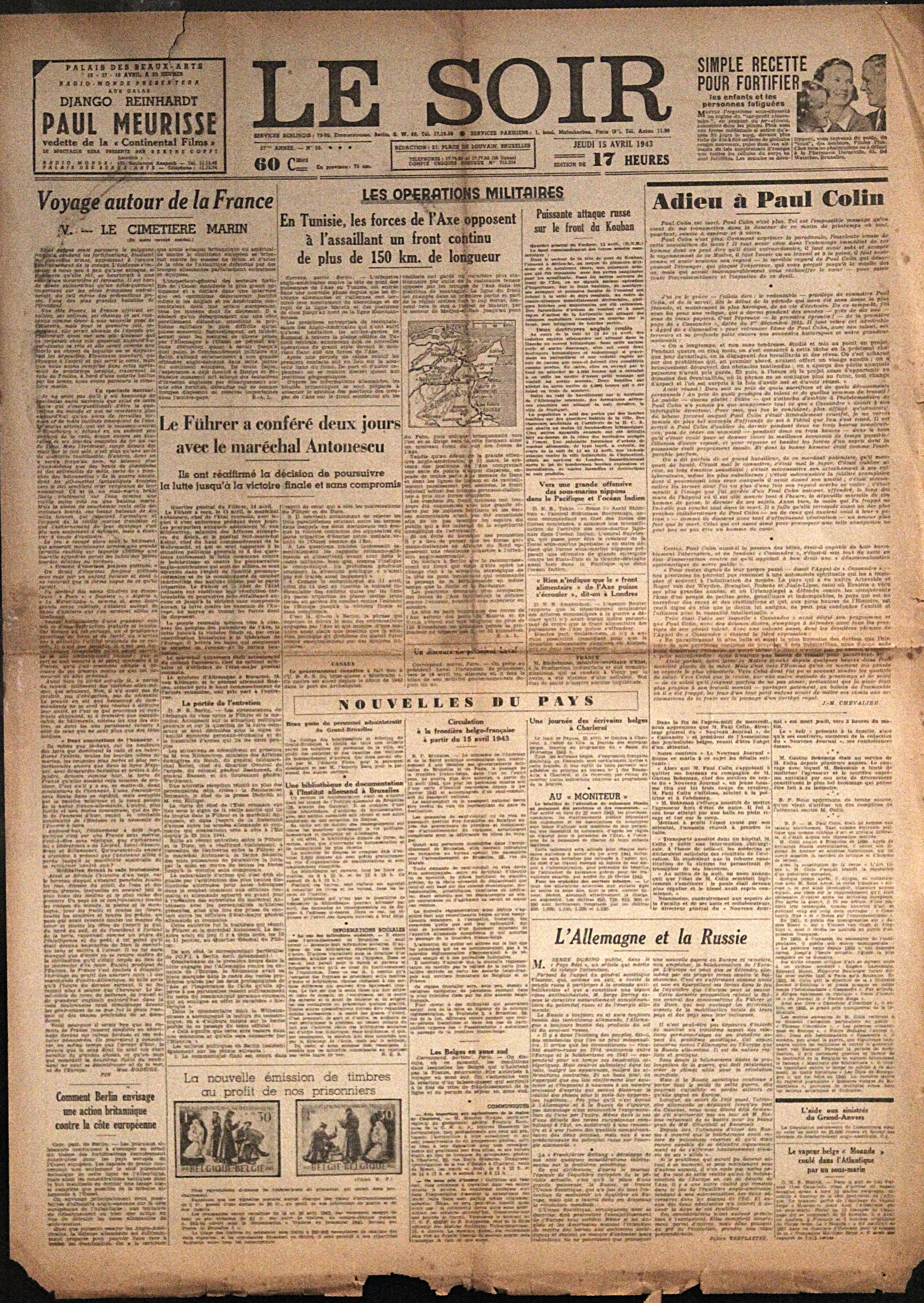
Le Soir (ici du 15 avril 1943) dans lequel est quotidiennement prépubliée l'aventure des Sept Boules de cristal.

Le nom de l'Inca Rascar Capac est cité dès le premier strip des Sept Boules de cristal, publié dans le quotidien belge Le Soir le 16 décembre 1943. Le lecteur apprend au moyen d'une coupure de presse, lue par Tintin dans le train qui le conduit à Moulinsart, que le tombeau de cet Inca a été fouillé par les membres de l'expédition ethnographique Sanders-Hardmuth et que ces derniers ont rapporté sa momie en Europe, encore coiffée du « borla », un diadème royal en or massif. Elle est conservée chez le professeur Hippolyte Bergamotte. Dans les jours qui suivent, les membres de l'expédition semblent frappés d'une mystérieuse malédiction : tour à tour, ils sombrent dans un état de léthargie et des éclats de cristal sont retrouvés à leurs côtés.
Tintin, le capitaine Haddock et le professeur Tournesol se rendent alors chez le professeur Bergamotte, ami de Tournesol et dernier rescapé de l'expédition ; sa maison est placée sous étroite protection policière. Après les présentations, Milou se précipite vers son maître, manifestement affolé. C'est la vue de la momie conservée dans une vitrine qui l'a effrayé, ce qui provoque l'hilarité du professeur Bergamotte. La deuxième case de la 28e planche contient la première représentation de Rascar Capac. La momie est installée dans une vitrine, en position fœtale et encordée. Paré de ses bijoux et coiffé de plumes, l'Inca semble regarder droit devant lui, enserrant sa tête entre ses mains.

Hippolyte Bergamotte considère l'affaire des boules de cristal avec un certain scepticisme et, tandis qu'un orage éclate, il révèle à Tintin la traduction d'une partie des inscriptions qui figuraient dans le tombeau de Rascar Capac : 

« Dans des milliers de lunes viendront sept étrangers au visage pâle, et ils profaneront la demeure sacrée de Celui-qui-déchaîne-la-foudre. Et ces profanateurs emporteront le corps de l'Inca dans leur lointain pays. Mais la malédiction divine s'attachera à leurs pas et les poursuivra par-delà les mers et les monts… »

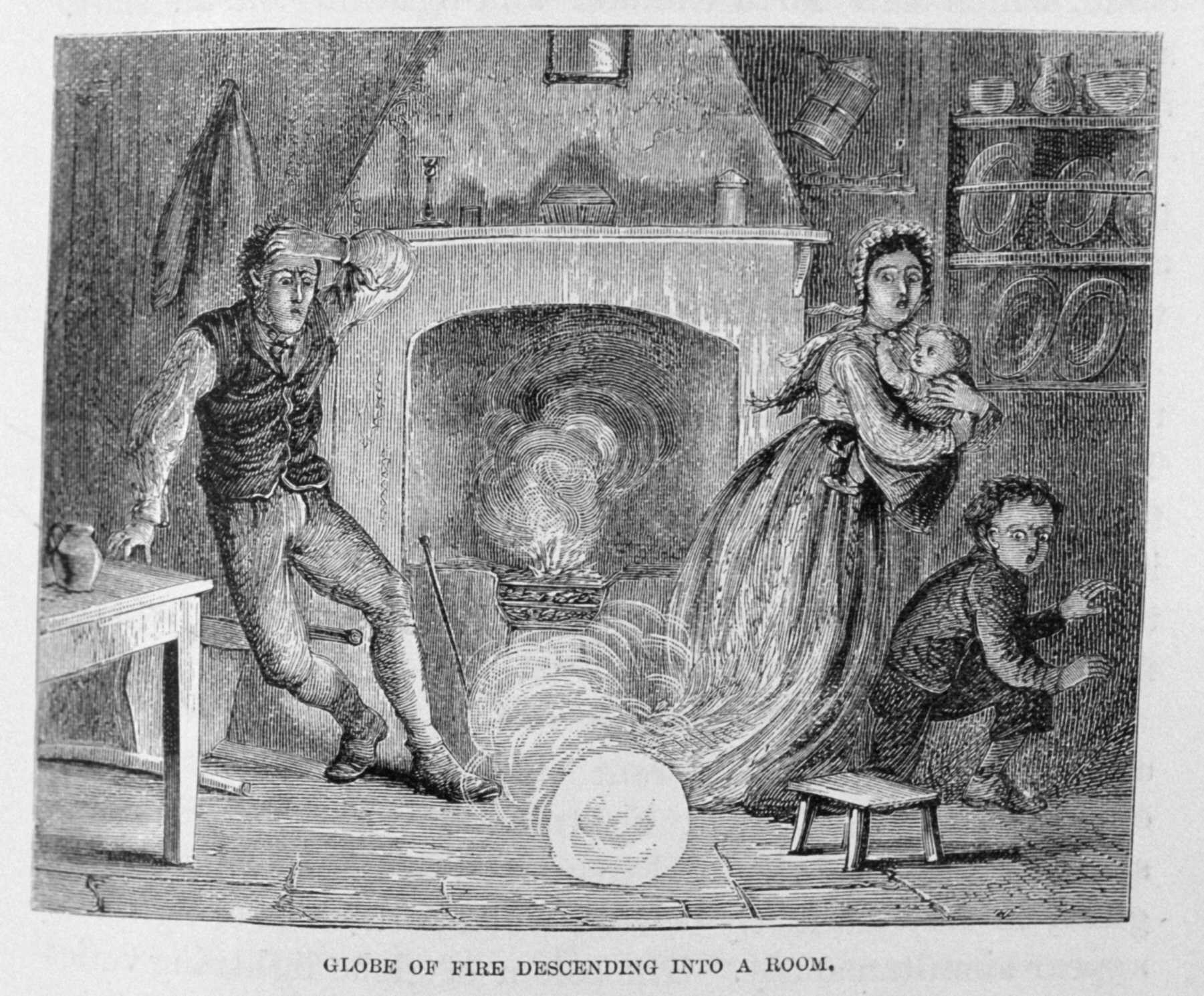
Une gravure illustrant le phénomène de foudre en boule.

 Un phénomène de foudre en boule s'introduit soudain dans la cheminée et fait disparaître la momie, dont il ne reste que les bijoux,. Affolé, le professeur Bergamotte comprend que la prophétie se réalise et dévoile à ses invités la teneur de la malédiction en demandant à Tintin de lire la suite de son rapport : 

« Et le jour où, dans un éclair éblouissant, Rascar Capac aura déchainé sur lui-même le feu purificateur et sera retourné à son élément primitif, ce jour-là sonnera pour les impies l'heure du châtiment »

La nuit même, Rascar Capac apparaît en rêve à Tintin, Haddock et Tournesol, tandis que le professeur Bergamotte est à son tour frappé de léthargie. Le lendemain, après avoir mis à son bras le bracelet de la momie qu'il retrouve dans le jardin, Tournesol est enlevé.
L'apparition de Rascar Capac dans le cauchemar de Tintin est la dernière représentation en image de la momie. Il apparaît d'abord à la manière d'un spectre dans l'encadrement d'une fenêtre, dont il enjambe l'appui pour s'introduire dans la chambre de Tintin et projeter sur lui une boule de cristal. Grimaçant et au regard aiguisé, toujours « maigre à faire peur » mais « plus tout à fait décharné », Rascar Capac semble libéré de l'attitude contrainte qui était la sienne dans la vitrine du professeur.

## Sources d'inspiration
Pour les besoins de son scénario, Hergé réunit une abondante documentation littéraire et iconographique, aidé notamment de son assistant et collaborateur Edgar P. Jacobs,. Le nom de Rascar Capac serait composé à partir de ceux de Manco Cápac et Huascar, respectivement le premier et le dernier des rois incas identifiés dans les recherches de l'auteur. C’est aussi un clin d’œil au professeur Jean Capart, éminent égyptologue, conservateur des Musées royaux d’Art et d’Histoire de Bruxelles (qui abritent la momie), et qui prête son physique au personnage d’Hippolyte Bergamotte.

Sources d'inspiration du personnage de Rascar Capac.
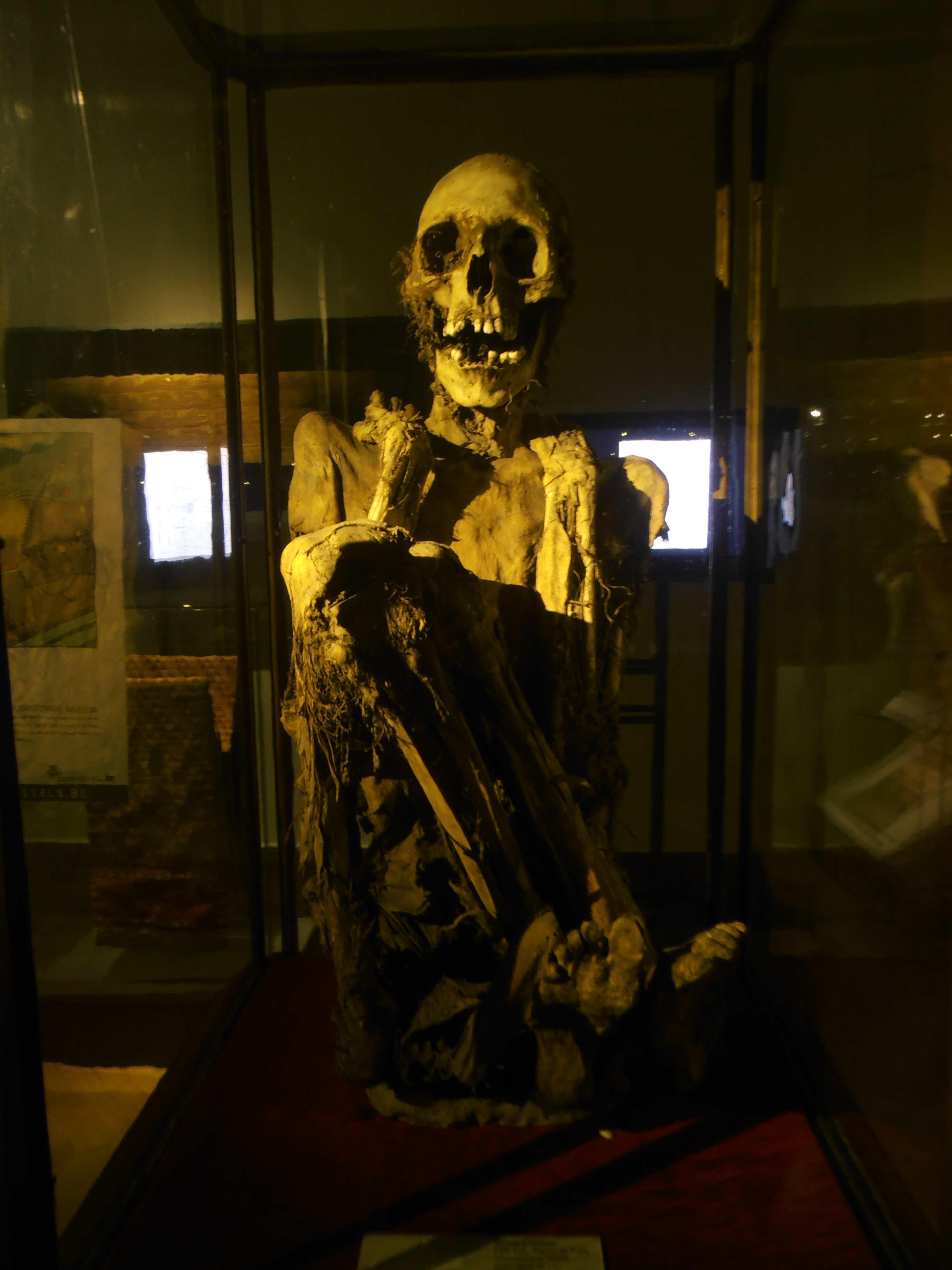
Momie inca conservée au Musée Art et Histoire de Bruxelles.
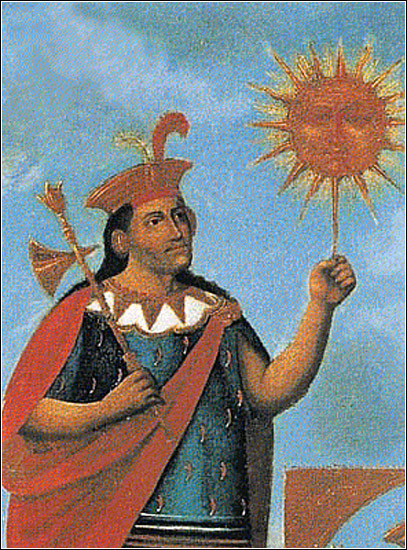
Manco Cápac, empereur inca.
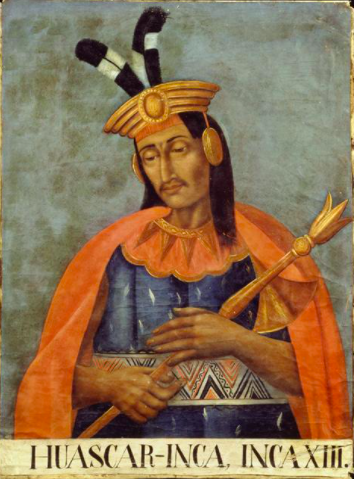
Huascar, empereur inca.

Les recherches des spécialistes de l'œuvre d'Hergé laissent la place à plusieurs hypothèses, l’une d’elles étant que le dessinateur a pris pour modèle une momie rapportée du Pérou en Belgique avec deux autres spécimens vers 1840 et qu'il a découverte pour la première fois en 1926 en visitant une exposition consacrée à l'art précolombien. Cette momie est depuis exposée dans la section « Cinquantenaire » du Musée Art et Histoire de Bruxelles. Les recherches entreprises par le conservateur Serge Lemaitre et sa consœur archéologue Caroline Tilleux démontrent que la momie en question est celle d'un homme de 1,52 à 1,53 mètre, chasseur d'otaries à crinière, dont l'âge est compris entre 30 et 40 ans. La datation au carbone 14 situe la momification entre 1480 et 1560 et la localise à Arica, dans la région chilienne d'Arica et Parinacota.
| Tableau montrant une silhouette ondulante d'un homme en proie à une crise d'angoisse, sur un bord de mer baigné d'un ciel orangé. · Momie en position fœtale, les mains enserrant la tête. |

L’hergéologue Philippe Goddin a de son côté déclaré à l’AFP en 2020 que l’inspiration d’Hergé est bien plus probablement une gravure provenant du Larousse du XXe siècle en six volumes (1928-1933) dont l’illustration est la copie conforme de la momie dessinée par Hergé, y compris dans les détails, et qui n’a rien à voir avec le corps exposé dans le musée de Bruxelles, qui lui n’est pas ligoté.
Le sémiologue Pierre Fresnault-Deruelle voit dans la posture de la momie dans la vitrine, les mains enserrant son visage, un rappel du célèbre tableau Le Cri, du peintre norvégien Edvard Munch, dont le personnage présente une grande ressemblance avec une momie chachapoya, au visage figé dans la mort dans une position particulièrement expressive (et le corps lui-même ligoté). Découverte au cœur des Andes péruviennes en 1877 par des explorateurs français qui la rapportent au Muséum ethnographique des missions scientifiques à Paris,, elle présente la particularité de tenir sa tête dans ses mains, comme celle de Rascar Capac, et contrairement à celle conservée au musée du Cinquantenaire.
La profanation de la tombe de Rascar Capac et la malédiction qui s'abat sur les explorateurs rappellent, pour Gonzalo Moisés Pavés Borges, la découverte du tombeau de Toutânkhamon en 1922 et la supposée malédiction qui aurait touché les archéologues ayant exhumé la momie du pharaon. À l'époque de la création des Sept Boules de Cristal, cette légende fait partie de la culture populaire, et Hergé s'en était inspiré en 1934 dans Les Cigares du Pharaon. Elle est aussi évoquée dès la première planche de l'album des Sept Boules de Cristal par l'inconnu assis à côté de Tintin dans le train et qui s’adresse spontanément au jeune héros en train de lire dans son journal un article consacré non pas aux égyptologues ayant effectuée la découverte du tombeau de Toutânkhamon mais à une expédition d’archéologues qui vient de rentrer du Pérou.

## Analyse

### Rascar Capac, vecteur du fantastique
| Affiche en couleur montrant un homme en costume travaillant à son bureau pendant qu'une silhouette noire s'approche de lui, à l'arrière. · Figure décharnée d'un somnambule coiffé de bijoux dorés marchant sur le lit d'un homme endormi. |

Le fantastique constitue le cœur du récit des Sept Boules de cristal, au point que l'aventure est décrite par de nombreux spécialistes comme le « plus effrayant album jamais conçu par Hergé ». L'apparition nocturne et fantomatique de la momie de Rascar Capac en est l'un des éléments les plus inquiétants, : pour Philippe Marion, cette séquence est « une des plus traumatiques de la saga tintinesque » tandis que Pierre Fresnault-Deruelle considère l'épisode comme le plus célèbre de tout l'œuvre d'Hergé.
Elle est d'autant plus troublante que le dessinateur se plaît à leurrer son lecteur et à susciter chez lui une sorte d'hésitation : rien n'indique qu'il s'agit réellement d'un cauchemar dans la mesure où Hergé n'apporte aucun indice qui permette au lecteur de dépasser le premier degré de lecture. Les deux premiers strips de la planche montrent l'abattement et le désarroi d'Hippolyte Bergamotte après la volatilisation de la momie. Effondré, le professeur comprend que la malédiction s'abattra également sur lui. Le ton sombre des deux derniers strips de la planche indiquent que les personnages se sont retirés dans leur chambre pour dormir. Les volets de Tintin sont ouverts, probablement en raison de la chaleur. Dans la huitième case, le lecteur découvre l'arrivée d'un spectre sorti de la nuit, qui n'est autre que la momie de Rascar Capac. Pour Pierre Fresnault-Deruelle, cette vignette est « le pivot du récit » dans la mesure où elle transporte les personnages « depuis la nuit réparatrice supposée jusqu'aux tourments, bien réels, des ténèbres ».
Le visage de Tintin, toujours endormi, semble pressentir la menace car il est entouré de gouttelettes qui révèlent son trouble, comme s'il avait l'intuition de l'arrivée de la mort dans son dos. L'intrusion malfaisante de la momie dans la chambre du héros évoque selon Pierre Fresnault-Deruelle une image universelle et largement répandue dans la littérature et le cinéma. Elle rappelle tout autant l'affiche d'un film de la série Fantômas, Le Mort qui tue, réalisé en 1913 par Louis Feuillade, qu'une illustration d'Edmond Dulac pour le conte Le Rossignol et l'Empereur de Chine de Hans Christian Andersen.
Pour Philippe Marion, cet épisode « est exemplaire en ce qui concerne la tension narrative et la dramatisation, pour la manière dont il distille une émotion de peur étroitement liée à l'intensification du trouble fantastique ». Selon lui, « La momie matérialise la figure centrale de l'altérité menaçante. Elle renvoie aussi à l'effrayant inconnu d'un monde transitoire, intercalé entre la vie et la mort ». Pour l'historien Jean-Marie Embs, de même que pour Harry Thompson, l'apparition nocturne de Rascar Capac est un symbole manifeste de la « peur de l'inconnu » qui frappe Hergé au moment de la rédaction de l'aventure, dans le contexte de guerre mondiale et d'occupation que connaît son pays,.
Par ailleurs, cette séquence fait écho aux œuvres de Gaston Leroux ou de l'écrivain belge Jean Ray, et plonge le lecteur dans une atmosphère d'angoisse irrépressible et irrationnelle. Comme le souligne Jean-Marie Embs, Hergé bouscule ainsi « la frontière qui sépare l'artifice du véritable prodige ». Pour Benoît Grevisse, professeur d'université, le regard vide et inexistant de la momie est l'un des nombreux exemples du rôle du regard comme vecteur du fantastique qui peuvent être relevés à travers le récit.

### Instrument du récit initiatique
Selon Vanessa Labelle, qui étudie la représentation des phénomènes paranormaux dans l'œuvre d'Hergé, l'auteur ajoute au fantastique « une dimension initiatique » dans Les Sept Boules de cristal : le climat de terreur mis en place tout au long du récit est propice à la « transformation ontologique » du lecteur tant par son identification aux héros que par la peur qui, selon le psychanalyste Bruno Bettelheim, est formatrice pour le jeune lecteur,. L'atmosphère macabre, angoissante et terrifiante que répand Rascar Capac, tant chez le professeur Bergamotte après l'apparition de la boule de feu qui volatilise la momie que dans le cauchemar collectif de Tintin, Haddock et Tournesol, renforcée par le caractère onirique des évènements, permet aux lecteurs d'en ressortir transformés.
Par ailleurs, le dessin qui montre la momie dans l'encadrement de la fenêtre, avant qu'elle fasse irruption dans la chambre de Tintin, pourrait évoquer un souvenir d'enfance d'Hergé : à la mort de son grand-père maternel, le dessinateur était persuadé d'avoir aperçu une tête de mort à la fenêtre lors de la veillée mortuaire. Plusieurs chercheurs s'accordent à penser que cet évènement a pu être le véritable élément fondateur de l'histoire des Sept Boules de cristal.

### Rascar Capac, symbole d'un conflit entre civilisations

#### Opposition entre profane et sacré

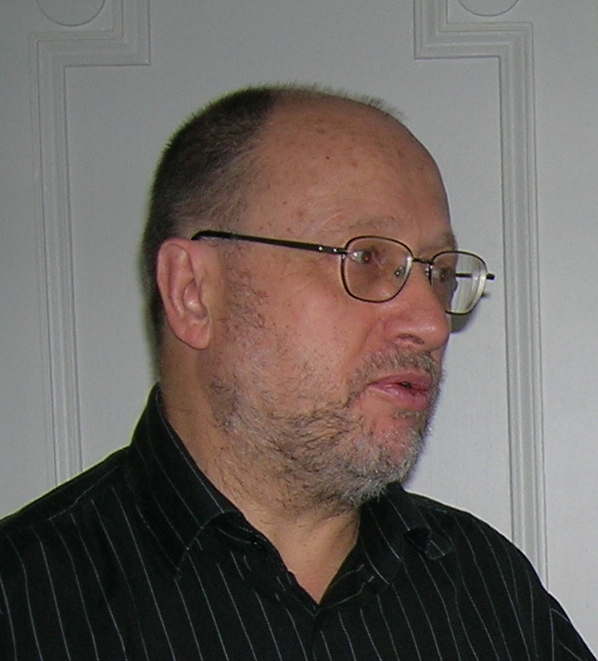
Jean-Marie Apostolidès voit dans la vengeance de Rascar Capac le triomphe de l'univers archaïque.

L'essayiste Jean-Marie Apostolidès développe l'idée que la momie de Rascar Capac est au centre de l'opposition entre deux sociétés : l'une, celle des Incas, étant fondée sur le sacré et le refus du monde contemporain, l'autre, celle des Européens, sur le profane et l'ouverture au monde. La violation de la sépulture de Rascar Capac rompt l'équilibre de la société inca, un équilibre qui ne peut être rétabli que par l'accomplissement de la vengeance inscrite dans la prophétie qui orne le tombeau de la momie.
Cette vengeance n'est pas immédiatement interprétée par les scientifiques européens sur qui la magie, les croyances ancestrales et les pratiques occultes n'ont pas de prise. Jean-Marie Apostolidès rappelle que « le message sacré de Rascar Capac n'a pas de sens pour eux », et que le professeur Bergamotte manifeste d'abord un profond scepticisme avant d'être frappé à son tour par la malédiction, ce que le sémiologue Pierre Fresnault-Deruelle explique du fait que « les Européens et leur surdité postcoloniale ont maille à partir avec les croyances magiques des traditions secrètement cultivées par les autochtones, cruellement exploités des siècles durant ».
Dans ce cadre, la vengeance de Rascar Capac apparaît comme « le triomphe de l'univers archaïque ». Objet de culte pour les uns, la momie de Rascar Capac est pour les autres l'instrument de leur châtiment : « Sa présence, bénéfique au Pérou, devient maléfique en Europe, où [Rascar Capac] réintroduit le sacré par le négatif, comme punition collective ».

#### Vision paradoxale du colonialisme
Le personnage de Rascar Capac met en évidence, pour l'universitaire James Scorer, la vision paradoxale que porte Hergé sur le colonialisme européen. Le dessinateur semble condamner la violation de la sépulture de l'Inca à travers la critique formulée par le voyageur assis à côté de Tintin dans le train, qui s'exclame : « pourquoi ne laisse-t-on pas ces gens tranquilles ? … que dirions-nous si les Égyptiens ou les Péruviens venaient, chez nous, ouvrir les tombeaux de nos rois ? ». De même, l'universitaire Hugo Frey note que plusieurs éléments des Sept Boules de Cristal apportent une critique franche du colonialisme européen et de son arrogance qui le conduit à piller les tombes inca sans se soucier du respect des pratiques culturelles de ce peuple. Néanmoins, cette critique implicite se heurte à la maladie dont les membres de l'expédition archéologique sont frappés (un mal mystérieux venu d'ailleurs, les plongeant périodiquement dans de grands spasmes incontrôlables). De même, Rascar Capac devient une figure menaçante et effrayante pour les Européens dès lors que sa momie est amenée en Europe. Hergé semble donc à la fois justifier la vengeance des Incas, et en même temps décrit ce peuple comme un Autre dangereux et menaçant.
D'autre part, James Scorer indique qu'Hergé soutient une certaine forme de « colonialisme « acceptable » » représenté par Tintin face aux Incas à la fin du Temple du Soleil : le héros défend les archéologues, expliquant qu'ils souhaitaient simplement faire connaître au monde entier la splendeur de la civilisation inca. En cela, Hergé adopte un regard ethnocentrique européen sur les autres cultures, notamment sud-américaines.
Sur un autre plan, Hugo Frey considère que la malédiction de Rascar Capac reflète le mythe de la « contagion coloniale », c'est-à-dire la peur que des cultures anciennement colonisées, étrangères et différentes, ne se mettent à envahir l'Europe à leur tour. Ainsi, lorsque la momie de Rascar Capac est engloutie par la foudre puis vient hanter le sommeil de Tintin et ses compagnons, la maison dans laquelle se trouvent les héros est plongée dans la tempête et une obscurité menaçante, quasi surnaturelle — un contexte que l'on retrouve dans la littérature britannique de la fin du XIXe siècle —. Néanmoins, selon Frey, Hergé critique également les archéologues qui ont ramené la momie de Rascar Capac, les rendant presque responsables de la maladie qu'ils ont contractée, de sorte que l'affrontement entre Incas et Européens mis en scène par l'auteur peut être vu comme le témoin d'une certaine mixophobie de sa part, c'est-à-dire une critique du mélange des cultures : lorsque deux cultures très éloignées sont mises en contact, il en résulte désordre et maladie. Implicitement, la figure de Rascar Capac semble symboliser la préférence d'Hergé pour des sociétés monoculturelles qui, en ne se mélangent pas, sont plus fortes et susceptibles de résister aux maladies apportées par l'étranger. Pour Hugo Frey, la critique du colonialisme émise par Hergé le serait donc avant tout pour des raisons racistes.

### Problématique de l'identité
Le psychanalyste Serge Tisseron, qui étudie la problématique de l'identité et de la filiation dans les Aventures de Tintin, affirme que le secret qui entoure la figure du père sous-tend l'ensemble de l'œuvre d'Hergé : le père et l'oncle de l'auteur, nés de père inconnu, seraient issus d'une ascendance illustre, des éléments qu'Hergé exploite de manière inconsciente dans ses albums. Serge Tisseron met en avant l'omniprésence dans les noms de personnages masculins du signifiant /KAR/, présenté dans Le Sceptre d'Ottokar comme la traduction de « roi » en syldave. Ainsi, Rascar Capac s'inscrit dans la longue liste des figures masculines « qui sont d'abord menaçantes, puis de plus en plus sympathiques au fil de la succession des albums ». Pour Serge Tisseron, cette séquence phonétique apparaît « comme un rappel sonore de la question des origines » dans l'œuvre d'Hergé.

## Mémoire, hommages et postérité

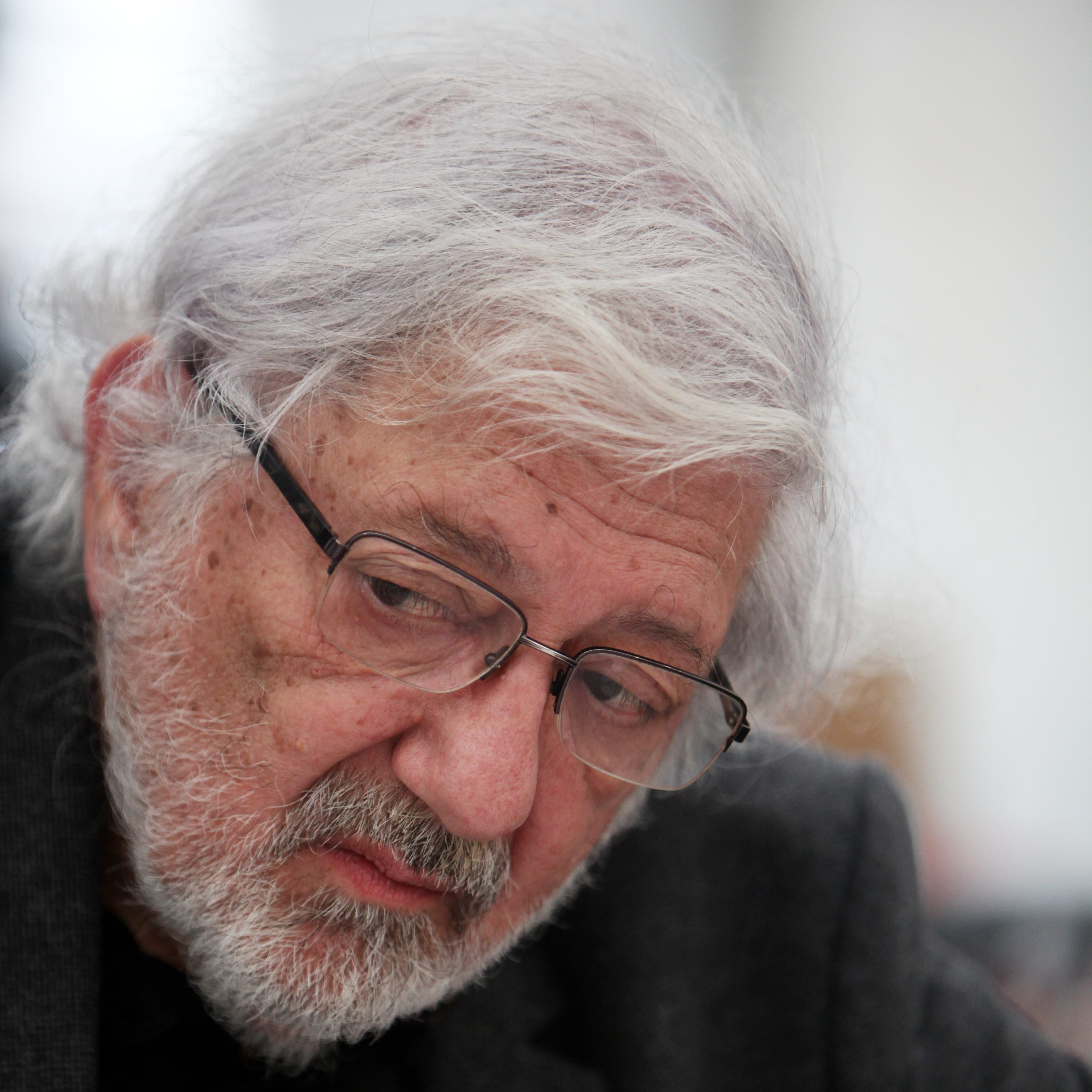
Le dessinateur Jacques Tardi s'inspire de la momie inventée par Hergé.

Le sémiologue Pierre Fresnault-Deruelle considère que l'album des Sept Boules de cristal « est inscrit dans la mémoire de plusieurs générations » avant tout pour la présence de la momie de Rascar Capac : « par le truchement de cette noirceur oppressante, d'où sort la momie obscène de l'Inca — et qui procède des arcanes du roman gothique —, Hergé nous dévoile une part de notre propre nocturnisme : là d'où les images de l'épouvante ne s'arrachent que par lambeaux ». Le journaliste suisse Antoine Duplan le présente comme « le pire cauchemar des enfants de Belgique et du monde ». C'est d'ailleurs le nom de la momie qui figure dans La Malédiction de Rascar Capac, une relecture analytique et documentée de l'aventure proposée par Philippe Goddin, critique littéraire spécialiste de la série, en 2014.
Le dessinateur Jacques Tardi s'inspire à deux reprises des Sept Boules de cristal. En 1974, il adresse un clin d'œil à cette œuvre en dessinant Rascar Capac à la quatrième planche de La Véritable Histoire du soldat inconnu. Quatre ans plus tard, dans Momies en folie, quatrième volume des Aventures Extraordinaires d'Adèle Blanc-Sec, la momie qui décore l'appartement de l'héroïne finit par disparaître et reprendre vie, comme celle de l'Inca dans le récit d'Hergé,.
En 2019, Tintin et le mystère de la momie Rascar Capac, un documentaire réalisé par Frédéric Cordier et co-écrit par Philippe Molins, montre l'enquête menée par Serge Lemaitre, conservateur de la collection « Amérique » du Musée Art et Histoire de Bruxelles, et par l'archéologue Caroline Tilleux pour retrouver l'identité de la momie qui a inspiré celle de Rascar Capac. Co-produit par Un film à la patte, Panoramique Terre Productions, Moulinsart, Arte et la RTBF, avec le soutien du Centre national du cinéma et de l'image animée, de la région Grand Est et de la Procirep, ce documentaire intègre la sélection de plusieurs festivals et reçoit le Prix Jules Verne du Festival du film d'archéologie d'Amiens en 2020. Bien qu'il montre l'ensemble du travail d'investigation archéologico-médico-légale mené par les deux spécialistes, le réalisateur ne s'attarde pas en revanche sur le processus de création de l'œuvre d'Hergé.
En 2020, le parc zoologique Pairi Daiza suscite la polémique en exposant une momie qu'il présente comme celle ayant inspiré Hergé. La momie présentée par le parc zoologique avait intégré l'exposition intitulée « Le musée imaginaire de Tintin », organisée en 1979 pour le cinquantième anniversaire du premier album de la série. Pour l'archéologue Serge Lemaitre, cette momie avait été achetée par un collectionneur belge dans les années 1960, soit bien après la parution des Sept Boules de cristal. De même, elle comporte un certain nombre de différences avec le dessin d'Hergé, puisque la momie de Rascar Capac apparaît, sous les traits du dessinateur, sans cheveux et les genoux très repliés, comme la momie de Musée Art et Histoire.
Inspiré par la momie inca d’Hergé, l'un des trois membres du groupe de hip-hop et de musique électronique français Stupeflip, Julien Barthélémy, a adopté à ses débuts le surnom de Rascar-Capac, avant de prendre celui de King Ju.

#### Album en couleurs
- Hergé, Les 7 Boules de cristal, Tournai, Casterman, 1948, 64 p. (ISBN 9782203001121, présentation en ligne).

#### Ouvrages sur l'œuvre d'Hergé
- Pierre Assouline, Hergé, Paris, Gallimard, coll. « Folio », 1996, 820 p. (ISBN 978-2-07-040235-9).
- Collectif, Tintin et les forces obscures : rêve, voyance, hypnose, radiesthésie, télépathie, extraterrestres, superstition, sociétés secrètes, folie..., Paris, Le Point/Historia, 2013, 130 p. (ISBN 979-1090956186).
- Pierre Fresnault-Deruelle, Hergé ou le retour de l'Indien : Une relecture des 7 Boules de cristal, Paris/14-Condé-en-Normandie, Sépia, coll. « 1000 Sabords », 2021, 128 p. (ISBN 979-1033401803, lire en ligne).
- Philippe Goddin et Hergé, La Malédiction de Rascar Capac : Le Mystère des boules de cristal, t. 1, Bruxelles, Casterman, coll. « éditions Moulinsart », 12 mars 2014, 136 p. (ISBN 978-2-203-08777-4).
- Patrice Guérin, Tintin au-delà des idées reçues : 22 contre-vérités sur Hergé et son œuvre, Les Impressions nouvelles, 2024, 208 p. (ISBN 978-2-39070-115-6). .